# Горбах, Хуберт
Хуберт Горбах (нем. Hubert Gorbach; род. 27 июля 1956, Фрастанц) — австрийский политический деятель, член партии Альянс за будущее Австрии, до 2005 года являлся одним из лидеров Австрийской партии свободы. До начала политической карьеры работал в текстильной промышленности, занимал до 2003 года должность вице-губернатора федеральной земли Форарльберг, затем в 2003—2007 годах был вице-канцлером Австрийской республики. В тот же период также занимал должность министра транспорта, инноваций и технологий в австрийском правительстве.